# Engystomops
Engystomops – rodzaj płazów bezogonowych z podrodziny Leiuperinae w rodzinie świstkowatych (Leptodactylidae).

## Zasięg występowania
Rodzaj obejmuje gatunki występujące od południowego Meksyku do północnej Ameryki Południowej na południe do Boliwii. 

## Systematyka

### Etymologia
- Engystomops: rodzaj Engystoma[a] Fitzinger, 1826; gr. ωψ ōps, ωπος ōpos „wygląd”[5].
- Microphryne: gr. μικρος mikros „mały”[6]; φρυνη phrunē, φρυνης phrunēs „ropucha”[7]. Gatunek typowy: Paludicola pustulosa Cope, 1864.

### Podział systematyczny
Do rodzaju należą następujące gatunki:
- Engystomops coloradorum (Cannatella & Duellman, 1984)
- Engystomops freibergi (Donoso-Barros, 1969)
- Engystomops guayaco (Ron, Coloma & Cannatella, 2005)
- Engystomops montubio (Ron, Cannatella, and Coloma, 2004)
- Engystomops petersi Jiménez de la Espada, 1872
- Engystomops pustulatus (Shreve, 1941)
- Engystomops pustulosus (Cope, 1864)
- Engystomops puyango Ron, Toral, Rivera & Terán-Valdez, 2010
- Engystomops randi (Ron, Cannatella & Coloma, 2004)